# Eulepidotis serpentifera
Eulepidotis serpentifera is een vlinder uit de familie van de spinneruilen (Erebidae). De wetenschappelijke naam van de soort is voor het eerst geldig gepubliceerd in 1909 door Brabant.